# Alejandro Alvarado
Alejandro Alvarado Jr. (Los Angeles, 29 luglio 2003) è un calciatore statunitense, centrocampista del San Diego.

## Carriera

### Club
Cresciuto nel settore giovanile dei LA Galaxy, nella stagione 2020 disputa 13 partite con la seconda squadra nell'USL Championship. Nel giugno del 2021 viene ceduto al Vizela, con cui esordisce il 20 novembre successivo nella vittoria per 2-0 sull'Estrela Amadora in Taça de Portugal. Il 2 gennaio 2022 debutta in Primeira Liga, disputando l'incontro vinto 2-0 contro il Belenenses SAD.
Il 14 gennaio 2025, rimasto fuori dalla rosa della prima squadra, viene acquistato dal San Diego, franchigia esordiente della Major League Soccer.

### Nazionale
Ha giocato nella nazionale statunitense Under-20.

## Statistiche

### Presenze e reti nei club
Statistiche aggiornate al 30 agosto 2022.
| Stagione        | Squadra         | Campionato      | Campionato | Campionato | Coppe nazionali | Coppe nazionali | Coppe nazionali | Coppe continentali | Coppe continentali | Coppe continentali | Altre coppe | Altre coppe | Altre coppe | Totale | Totale |
| Stagione        | Squadra         | Comp            | Pres       | Reti       | Comp            | Pres            | Reti            | Comp               | Pres               | Reti               | Comp        | Pres        | Reti        | Pres   | Reti   |
| --------------- | --------------- | --------------- | ---------- | ---------- | --------------- | --------------- | --------------- | ------------------ | ------------------ | ------------------ | ----------- | ----------- | ----------- | ------ | ------ |
| 2020            | Ventura County  | USLC            | 12+1       | 1+0        |                 | -               | -               |                    | -                  | -                  |             | -           | -           | 13     | 1      |
| 2021-2022       | Vizela          | PL              | 4          | 0          | CP+CdL          | 1+0             | -               |                    | -                  | -                  |             | -           | -           | 5      | 0      |
| 2022-2023       | Vizela          | PL              | 2          | 0          | CP+CdL          | 0               | 0               |                    | -                  | -                  |             | -           | -           | 2      | 0      |
| Totale carriera | Totale carriera | Totale carriera | 19         | 1          |                 | 1               | 0               |                    | -                  | -                  |             | -           | -           | 20     | 1      |